# Johnny Lundberg
Johnny Lundberg (* 15. April 1982) ist ein schwedischer ehemaliger Fußballspieler. Der Innenverteidiger spielte in seiner Karriere in Schweden, Dänemark und Norwegen und begann nach Abschluss der aktiven Laufbahn eine Trainerkarriere.

## Sportlicher Werdegang
Lundberg begann mit dem Fußball 1988 im Nachwuchs von Landskrona BoIS, wo er bis Ende 2000 spielte. Zu Beginn des Jahres 2001 stieg er dann in den Kader der ersten Mannschaft auf. Mit Landskrona stieg er 2004 dann in die Allsvenskan auf. Im Juli 2006 zog es ihn dann erstmals in seiner Karriere ins Ausland, als er beim dänischen Erstligisten FC Nordsjælland unterschrieb. Er wurde dort auf Anhieb Stammspieler und absolvierte für die Mannschaft 80 Spiele, in denen er sechs Tore erzielen konnte. Zudem spielte er mit dem FCN im UEFA-Pokal 2008/09. In der ersten Runde schied Lundberg mit Nordsjælland gegen Olympiakos Piräus aus. 
Im Juli 2009 kehrte Lundberg dann in seine Heimat zurück und unterschrieb bei Halmstads BK. In der zweiten Saisonhälfte – die schwedische Liga wird anders als die dänische im Kalenderjahr-Modus ausgetragen – kam er auf 13 Einsätze, in denen ihm ein Tor gelang. Auch in der folgenden Spielzeit über weite Strecken Stammspieler verpasste er in der Spielzeit 2011 verletzungsbedingt einen Großteil der Saisonspiele. Obwohl der Verein am Saisonende aus der Erstklassigkeit abstieg, blieb der Spieler dem Klub treu. Nach erfolgreicher Relegation gegen GIF Sundsvall stieg er mit der von Jens Gustafsson trainierten Mannschaft um Christian Järdler, Gudjón Baldvinsson, Ryan Miller und den ab der Sommerpause auf Leihbasis verpflichteten Kristoffer Fagercrantz am Ende der Zweitligaspielzeit 2012 direkt wieder auf, der zum Jahresende 2012 auslaufende Vertrag des mittlerweile zum Mannschaftskapitän aufgestiegenen Innenverteidigers wurde jedoch nicht verlängert.
Mitte Januar 2013 unterschrieb der vertragslose Lundberg einen Zwei-Jahres-Vertrag beim norwegischen Klub Sandnes Ulf in die Tippeligaen. Dort kam er jedoch kaum zum Zug und kehrte nach nur einem Jahr im März 2014 zu Landskrona BoIS zurück, wo er ebenfalls einen Kontakt mit zwei Jahren Laufzeit unterzeichnete. Zeitweise Mannschaftskapitän beim Klub wurde der auslaufende Vertrag Ende 2015 nicht verlängert. Anschließend schloss er sich dem Fünftligisten IK Wormo an, bei dem er als zeitweise spielender Trainerassistent Cheftrainer Jonas Lindh unterstützte.
Parallel zum Beginn einer Unternehmertätigkeit übernahm Lundberg Ende 2019 das Traineramt beim Amateurklub Råå IF zur folgenden Spielzeit